# Hygeburg

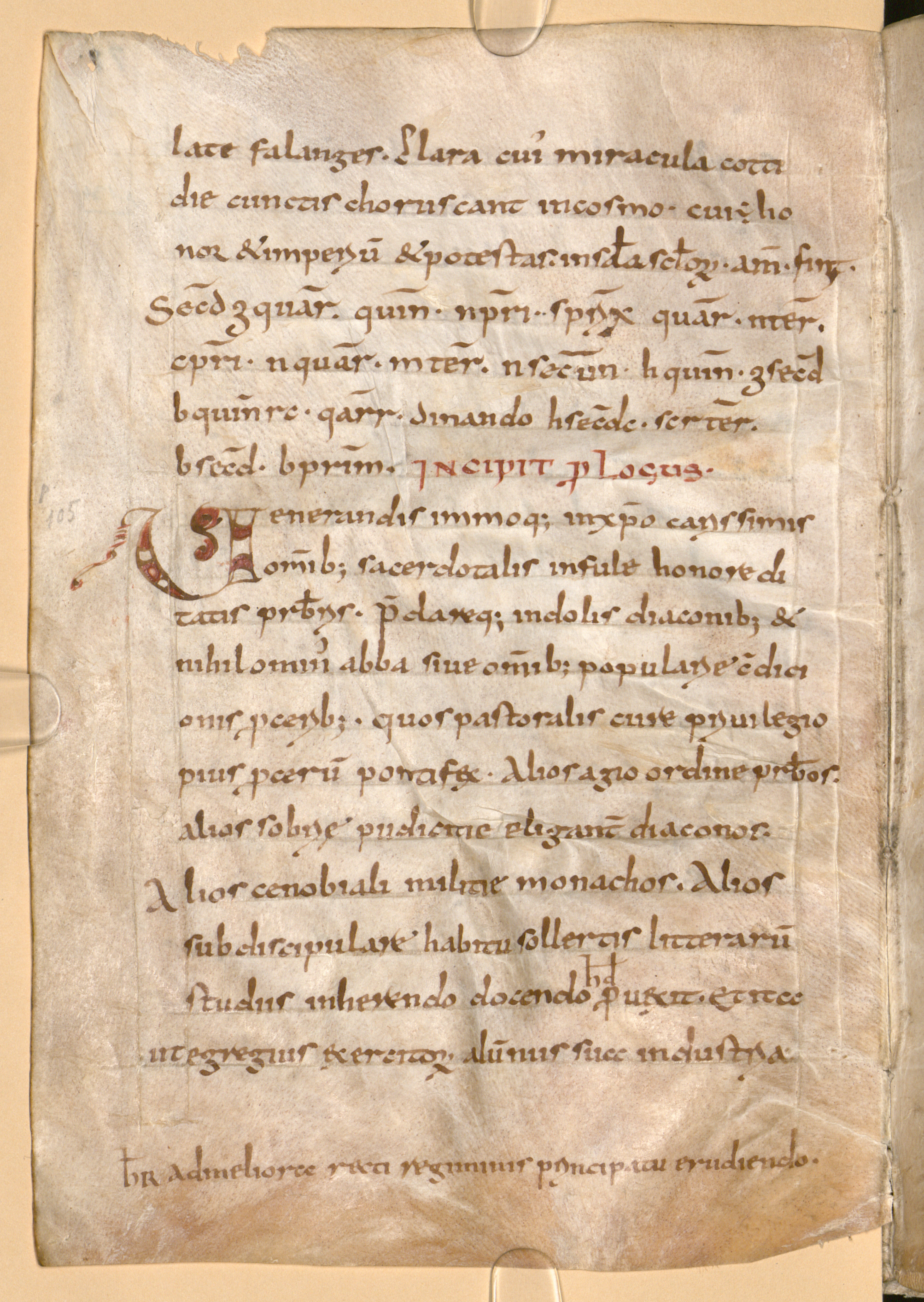
MS Clm 1086, folio 71v. Inclou la xifra amb el nom de Hygeburg.

Hygeburg, o també Hugeburc o Huneberc, va ser una monja anglosaxona de l'abadia de Heidenheim, a Baviera, a Alemanya. El monestir va ser fundat per dos familiars seus, Willibald i Wynnebald. Es tenen proves que va viure abans i després de l'any 780
Hygeburg va ser l'autora d'una biografia de Willibald, la "Vita S. Willibaldi", escrita en algun moment entre 767 i 778. També va fer una biografia del germà de Willibald, Wynnebald, que havia estat abat d'Heidenheim fins a la seva mort el 761. Aquesta "Vita S. Wynnebaldi" va ser escrita en el període entre el 782 i el 785. És probable que Hygeburg es reunís amb Willibald el 777 quan va organitzar la traducció de les memòries del seu germà.
La Vita Willibaldi incorpora un llibre de viatges, el "Hodoeporicon", un relat viu de la peregrinació de Willibald a Jerusalem a través de Constantinoble i Roma del 723 al 729.